# Rohrbach in Oberösterreich
Rohrbach in Oberösterreich – dawne miasto w Austrii, w kraju związkowym Górna Austria, do 30 kwietnia 2015 siedziba powiatu Rohrbach. W 2014 liczyło 2552 mieszkańców. 1 maja 2015 połączone z gminą Berg bei Rohrbach utworzyło nowe miasto Rohrbach-Berg.